# Gruppe SPUR

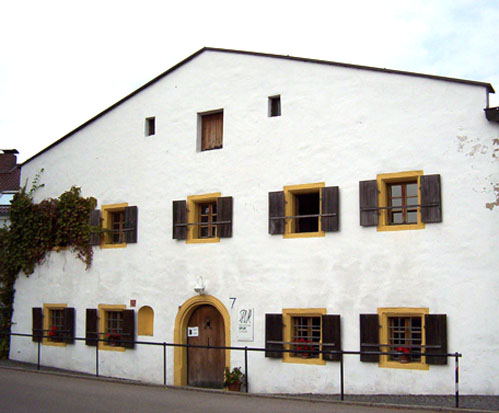
Музей "Шпур" в городе Кам, Германия

Gruppe SPUR или Шпур (нем. шпора) — художественная группировка, которую основали немецкие художники Хаймрад Прем, Хельмут Штурм, Ханс-Питер Циммер и скульптор Лотар Фишер в Мюнхене в 1957 году. Группировка также издавала одноимённый журнал.
"Шпур" стала первой за десятилетия немецкой художественной группировкой, выразившей исследовательскую свободу международной значимости, и признанной равной культурному авангарду ряда стран, участвующих в современных художественных экспериментах. Тогда как немецкий культурный ландшафт того времени воплощал абсолютный культурный пробел и "самый унылый конформизм, в котором признанные художники и интеллектуалы являлись лишь отсталыми и робкими подражателями импортированных, старых идей." Ввиду этой и, вероятно, других критик, журнал "Шпур" подвергался полицейским и судебным преследованиям, и был осуждён "во имя морального порядка" с целью заставить группировку и всех последователей её идей поддаться окружающему конформизму.
Группировка "Шпур" между 1959 и 1961 годами присоединилась и сотрудничала с Ситуационистским Интернационалом (СИ), ограниченной международной группой радикалов. После ряда основательных расхождений в 1960-1961 годах члены "Шпур" были исключены из СИ 10 февраля 1962 года. Следующие события привели к исключению участников: во время Четвёртой конференции СИ в Лондоне (декабрь 1960) в дискуссии о политической природе СИ, члены "Шпур" не согласились с позицией ситуационистов в отношении расчёта на революционный пролетариат; обвинение в том, что деятельность группировки основана на "систематичном непонимании ситуационистских тезисов"; тот факт, что по крайней мере один член группировки, Лотар Фишер, и, вероятно, остальные, на самом деле не понимали и/или не соглашались с ситуационистскими идеями, и использовали СИ с целью добиться успеха на арт-рынке; и нарушение общего соглашения по публикациям "Шпур" и СИ. Исключение выявило значительное отличие между "Шпур" и СИ в "методах, принципах и целях". Однако этот раскол не вылился во вражду, как в других случаях исключений из СИ. Через несколько месяцев после исключения, в контексте судебных преследований против группировки со стороны немецкого правительства, Ги Дебор выразил свою поддержку "Шпур", назвав его единственной значительной художественной группировкой в Германии после Второй мировой войны наряду с авангардными течениями других стран.
Художники "Шпур" впервые встретились в Мюнхенской академии художеств, после чего  в 1957 году они сформировали группировку, просуществовавшую по 1965 год.

## Цензура, полицейские и судебные преследования
Ги Дебор отметил, что хотя между 1920-1930 годами "Германия неоспоримо имела самый высокий ранг в разработке искусства и, в более широком смысле, культуры нашей эры", начиная с послевоенной эры до 1960 года, "Германию характеризовал абсолютный культурный пробел и самый унылый конформизм." Журнал "Шпур" оказался процветающим исключением в таком полом конформизме, поскольку группировка впервые за десятилетия в художественной среде ознаменовала некоторую исследовательскую свободу, и, как "крайне тревожный симптом", "Шпур" почти сразу стал объектом полицейских и судебных преследований. Хельмут Штурм, Дитер Кунцельманн, Хаймрад Прем и Х. П. Циммер каждый получили по 5 месяцев тюремного заключения.
Группировка "Шпур" стала первым немецким послевоенным коллективом, вновь появившимся на международной арене, ставшим наравне с культурным авангардом ряда других стран в сфере настоящих художественных экспериментов современности, тогда как художники и интеллектуалы, почитаемые в Германии сегодня являются лишь отсталыми и робкими подражателями импортированных, старых идей. 
Дебор также заметил, что Западная Европа и страны Скандинавии имели другой уровень интеллектуальной толерантности, поэтому подобное судебное разбирательство на тот момент было немыслимо в Париже или Копенгагене. Это нелепое дело уже нанесло ущерб репутации Федеративной Республики Германии. Дебор утверждал, что предлогом привлечения "Шпур" к суду стало намерение "заставить группировку и всех последователей её идей поддаться окружающему конформизму." Дебор высмеял этот суд, сравнив его с преследованиями Бодлера и Флобера из-за обвинений в порнографии и безнравственности в 19 веке во Франции:
Очень долгое время [после этого] на эти [французские] обвинения можно было лишь сослаться, как на доказательство скандальной глупости судей. Необходимо вспоминать их сегодня. Перед лицом истории свобода творчества всегда побеждает в своих испытаниях.  

## Отношения с Ситуационистским Интернационалом
Между 1959 и 1961 годами "Шпур" сотрудничали с Ситуационистским Интернационалом, международным ограниченным коллективом радикалов, став частью СИ. После ряда основательных расхождений в 1960-1961 годах члены "Шпур" были исключены из СИ 10 февраля 1962 года. После чего, несмотря на "достаточно крупные объективные разногласия между соответствующими принципами, методами и целями" в обеих группировках, Ги Дебор позже поддерживает "Шпур", отмечая коллектив, как наивысшую точку выражения послевоенного немецкого искусства и культуры. Однако, после исключения и раскола, "Шпур" и СИ остались индивидуальными и разделёнными, каждая в ответе лишь за свои автономные действия.
Первый контакт группировки с СИ произошёл посредством Асгера Йорна. Йорн, один из самых выдающихся членов СИ, обнаружил картины "Шпур" в галерее, управляемой арт-дилером Отто Ван де Лоо. Позднее члены "Шпур" присоединились к Интернационалу, составив большинство членов немецкой секции СИ.

Основательные расхождения возникли со стороны "Шпур" во время Четвёртой конференции СИ в Лондоне (декабрь 1960). Обсуждение доклада Аттилы Котаньи приводит к постановке вопроса: "В какой мере СИ является политическим движением?" В различных ответах утверждается, что СИ является политическим, но не в обычном смысле. Обсуждение далее становится несколько запутанным. Для ясного выражения мнения конференции, Дебор предлагает каждому в письменной форме ответить на вопросник, считает ли он, что "в обществе присутствуют силы, на которые СИ может рассчитывать? Какие это силы? В каких условиях?" Этот вопросник согласовывается и заполняется. В следующий день, когда члены "Шпур" представляют совместный ответ на анкету, где они отвергают идею пролетарской революции, возникает острая дискуссия:
Это очень длинное заявление направлено против тенденции в прочитанных накануне ответах рассчитывать на существование революционного пролетариата, поскольку подписавшие сильно сомневаются в революционных способностях рабочего класса против бюрократических институций, доминирующих в своём движении. Немецкая секция считает, что СИ должна подготовить и осуществить свою программу самостоятельно, мобилизовав художников-авангардистов, которые поставлены современным обществом в невыносимые условия, и могут рассчитывать лишь на самих себя во взятии оружий обусловливания.
Эта позиция была осуждена Дебором, Нашем, Котаньи и Йорном. Большинство участников СИ предположительно было против этого мнения, после чего членов "Шпур" попросили формализовать свою позицию для её вынесения на голосование. Однако когда члены группировки возвращаются с совместного обсуждения, они отказываются от своего предыдущего заявления. Дебор начинает подозревать, что участники "Шпур" на самом деле не понимали и/или не соглашались с ситуационистскими идеями, и что они использовали СИ лишь для достижения успеха на рынке искусства. Как следствие, во время Пятой конференции СИ, проходившей в Шведском Гётенборге с 21 по 30 августа 1961 года, Асгер Йорн (подписавшись под именем "Джордж Келлер") предложил объединить публикации СИ в различных странах (включая "Шпур") в единый журнал, переведённый в четырёх изданиях на английском, французском, немецком и шведском языках. Реакция членов "Шпур" на это предложение была отмечена в отчёте конференции:
Немецкие ситуационисты, публикующие журнал "Шпур" в целом согласны с проектом, но предпочли бы отложить его осуществление до подходящего времени, поэтому большинство участников конференции воздерживается от голосования по вопросу, отвергнутому наиболее заинтересованными ситуационистами. Они подчёркивают уже ставшую явной в ходе конференции безотлагательность объединения своих позиций и проектов с остальными членами СИ. Кунцельманн заявляет, что это обсуждение может быстро продвинуться вперёд на основе отчёта Вангейма, который будет более тщательно изучен в Германии. Тем не менее, немцы обязываются как можно скорее пропагандировать и развивать ситуационистскую теорию, как они уже начали делать в №5 и №6 выпусках журнала "Шпур". По их просьбе конференция добавляет Аттилу Котаньи и Дж. де Йонг в редакционный комитет "Шпур", чтобы утвердить этот процесс объединения.
Несмотря на согласие "Шпур" на добавление в редакционный комитет журнала Котаньи и Джаклин де Йонг, следующий выпуск №7 был издан спустя пять месяцев без ведома де Йонг и Котаньи. Выпуск №7 отметил значительные расхождения с идеями СИ, свидетельствуя о явном отходе от предыдущих выпусков №5 и №6. Эти события привели к исключению из СИ членов "Шпур" в феврале 1962 года.
Аргументы в пользу исключения, заявленные в письме 10 февраля 1962 года, заключались в том, что "фракционная активность группировки основана на систематичном непонимании ситуационистских тезисов", а также в том, что "Шпур" использовали ситуационистов для достижения успеха на рынке искусства, "совершенно пренебрегая дисциплиной СИ." В ответ на это обвинение Кунцельманн признал, что Лотар Фишер точно преследовал такие мотивы, однако это нисколько не относится к остальным членам "Шпур", присутствующим на Пятой конференции СИ в Гётенборге.